# Byggkorn
Byggkorn är ett gammalt svenskt längdmått = 1/64 svensk fot = 4,63 912 mm.
4 byggkorn = 1 fingerbredd